# Theodor Hoffmann (football)
Pour les articles homonymes, voir Hoffmann.
Theodor Hoffmann (né le 5 juillet 1940 à Östringen mort le 31 octobre 2011) est un footballeur allemand. Dans l'Oberliga Süd, Hoffmann joue avec le VfB Stuttgart de 1960 à 1963 pour un total de 55 matchs dans lesquels il marque quatre buts. En Bundesliga, il dispute 160 matchs avec Stuttgart de 1963 à 1970, marquant dix buts. Avec 25 matchs, il termine sa carrière professionnelle en 1970/71 dans la ligue nationale autrichienne avec le Rapid Vienne.

## Carrière
Le joueur défensif est arrivé au VfB Stuttgart en 1959 en provenance du FC Östringen de la ligue amateur du Nord de Bade, où son frère aîné Rudolf Hoffmann joue encore. Theo fait ses débuts le 11 septembre 1960 lors du match à l'extérieur contre le VfR Mannheim (2-3) dans l'Oberliga Sud. L'entraîneur Kurt Baluses, le successeur de Georg Wurzer, le fait débuter à 20 ans en tant qu'arrière gauche dans le système de Coupe du monde qui est pratiqué à l'époque. L'attaquant Erwin Waldner quitte le club pour le FC Zurich et le VfB termine septième du championnat. Theo Hoffmann a disputé neuf matchs de championnat. Dès sa deuxième saison, 1961/62, il est titulaire et dispute 27 matches de championnat et marque quatre buts, le club atteint la cinquième place. Les meilleurs buteurs sont Rolf Geiger et Manfred Reiner avec 14 buts chacun et Theo Hoffmann est sélectionné par l'entraîneur national Sepp Herberger le 24 octobre 1962 à Lyon lors d'un match international contre la France (0: 1) dans la sélection allemande U-23. Il joue le dernier match de l'Oberliga avec le VfB le 5 mai 1963 dans un match de rattrapage contre les Kickers Offenbach (1-1). À partir de la saison 1963/64, la Bundesliga est créée.
Le VfB compte de nouvelles arrivées : il y a les rapatriés Rolf Geiger (Mantoue) et Erwin Waldner (Ferrare), ainsi que Hans Arnold du VfR Mannheim et Gerd Menne du FSV Francfort. Le jour du début de la Bundesliga, le 24 août 1963, Hoffmann dirige la défense du VfB en tant que demi-centre. Le VfB perd 2-0 face au FC Schalke 04. Hoffmann et ses collègues terminent le premier championnat de Bundesliga le 9 mai 1964 avec une défaite 1-2 à l'extérieur contre le premier champion de Bundesliga 1. FC Cologne. Les Rouge-Blancs de Stuttgart prennent la cinquième place et Hoffmann a marqué cinq buts en 28 matches. Lors du deuxième championnat de Bundesliga, en 1964/65, Hoffmann et ses collègues assistent au limogeage de leur entraîneur Baluses le 24. Février 1965; VfB est 11e après 22 matchs avec 18:26 points, un point devant le FC Schalke 04, qui est avant-dernier (15e place). Après l'aide intérimaire de Franz Seybold (du 25 février au 7 mars) l'ancien entraîneur de Meidericher SV, Rudi Gutendorf, prend ses fonctions au VfB Stuttgart à partir du 8 mars. Le VfB remporte le premier match à domicile sous Gutendorf le 27 mars devant 60 000 spectateurs 3-0 contre 1860 Munich, qui est un des leaders de la Bundesliga et qui venait de se qualifier pour les demi-finales en battant en quarts de finale Legia Varsovie (4-0, 0-0) en Coupe des vainqueurs de coupe d'Europe. Avec le gardien Günter Sawitzki et Hans Eisele, Rudi Entenmann, Klaus-Dieter Sieloff et Eberhard Pfisterer, Hoffmann forme la défense du VfB contre les attaquants vedettes de Munich tels qu'Alfred Heiss, Hans Küppers, Rudolf Brunnenmeier et Peter Grosser. À la fin du championnat, Stuttgart termine 12e avec 26:34 points et Hoffmann a marqué quatre buts en 23 matches.
Gutendorf n'arrive pas à sortir de la médiocrité le VfB et est donc remplacé dès le 14 décembre 1966 par le vétéran international Albert Sing. Avec Gilbert Gress (Racing Strasbourg) et Bo Larsson (Malmö FF), de nouveaux venus internationaux de première classe sont arrivés à Stuttgart et les deux forces offensives très talentueuses Horst Köppel et Karl-Heinz Handschuh sortent du centre de formation. La 18e place avec 11:21 points après la 16e journée (10. Décembre 1966) est fatale pour l'entraîneur Gutendorf. Après le changement d'entraîneur, le club finit à la 12e place, avec Gunther Baumann qui est maintenu pour la saison suivante. Theo Hoffmann s'avère utile, avec 33 matchs joués sous Baumann, il est de nouveau titulaire et le VfB atteint la huitième place. Lors de la deuxième année Baumann, en 1968/69, Stuttgart prend même la tête du championnat après une victoire 3-0 à domicile le 15 mars 1969 devant 74 000 spectateurs face au leader Bayern Munich. Hoffmann joue 31 matchs au cours de la saison. Après le match du Bayern, Stuttgart s'effondre et n'obtient que trois points jusqu'à la fin du championnat. Avec 36:22 points, le club termine à la 5e place. La dernière année de Theo Hoffmann au VfB n'est pas satisfaisante en 1969/70; sous l'entraîneur Franz Seybold, il n'e joue que 14 matchs et le VfB termine à la 7e place. Après un total de 160 matchs en Bundesliga avec dix buts, il est transféré à l'été 1970 au Rapid Vienne.
Durant la saison 1970/71, il termine 3e avec le Rapid dans le championnat autrichien. Hoffmann a disputé 25 matchs. Avec des coéquipiers comme Jørn Bjerregaard, Rudolf Flögel et Hans Buzek, il atteint la finale de la coupe. Il perd la finale 1-2 après prolongation contre le FK Austria Vienne. Au milieu des années 1970, il retourne dans sa ville natale d'Östringen, mais ne joue plus régulièrement au FC Östringen.